# Суражская низина
Суражская низина — низменность на крайнем востоке Городокского и северо-востоке Витебского районов Витебской области Белоруссии, частично заходит на территорию Смоленской области России, физико-географический район Белорусско-Валдайской провинции (Белорусского Поозёрья), граничащий с Городокской и Витебской возвышенностями.
Поверхность плосковолнистая, усложнённая эоловыми холмами, озёрными котловинами. Высоты над уровнем моря — 150—160 м. Площадь низины около 900 км². Колебания относительных высот 2—3 м, в местах развития дюнового рельефа до 10 м.
Суражская низина приурочена к Оршанской впадине. Низина заполнена озёрно-ледниковыми глинами и алевритами, на окраинах — гравий, песок, супесь.
Низменность дренирует Двина с притоками Каспля, Усвяча (с Овсянкой). Крупнейшие озёра — Вымно, Тиосто, Сесито (Зайково).
Под лесом около 30 % территории. Коренные леса хвойные, на местах просек и вырубок мелколиственные. На правобережье Западной Двины, на границе со Смоленской областью, преобладают березняки и осинники, встречаются ельники. На левобережье Западной Двины вдоль реки растут хвойники, вдоль границы со Смоленской областью — осиновые и берёзовые леса с мелкими делянками ельников с примесью ясеня, клёна, липы. Распространены болота верхового типа. Луга сенокосные травянистые, низинные разнотравные и мелкоосоковые. Под пашней около 20 % территории.